# Picknick auf dem Eis
Picknick auf dem Eis ist ein Roman des ukrainischen Autors Andrej Kurkow, der 1996 unter dem Originaltitel Smert postoronnewo (Смерть постороннего) im Russischen erschien und 2000 in deutscher Übersetzung von Christa Vogel veröffentlicht wurde. Der Roman markierte Kurkows internationalen Durchbruch und brachte ihm Bekanntheit im deutschsprachigen Raum. 

## Inhalt
Der Protagonist Viktor, ein erfolgloser Schriftsteller im Kiew der 1990er-Jahre, rettet einen Pinguin namens Mischa aus einem finanziell angeschlagenen Zoo und lebt von da an mit dem Tier zusammen in einer kleinen Wohznung. Um zu überleben und um auch dem Vogel Nahrung kaufen zu können, schreibt er im Auftrag für eine Zeitung Nekrologe auf derzeit noch lebende Prominente – und prompt sterben diese kurz darauf. Gleichzeitig verschärfen sich die mafiösen Machtkämpfe und die Gewalt in der Stadt.

## Rezeption
Der Roman verbindet Krimi‑Elemente mit schwarzem Humor und Gesellschaftskritik. Matthias Matussek schreibt im Spiegel, dass die Romanhandlung „mit zwingender und haarstäubender Logik auf ein magisches, aberwitziges Finale zuläuft“, und attestiert dem Autor eine „eigene, kraftvolle Stimme“. Die Handlung „ist mit nahezu unbewegtem, traurigem Pinguinblick gesehen, behutsam beschrieben, leise wie der stets fallende Schnee und damit um so eindringlicher.“ Tobias Gohlis schwärmt in der Zeit vom Roman als „wunderbar abgründig“ und lobt den Schreibstil des Autors als „leicht, elegant und heiter“. Der Roman wurde 2024 im Rahmen der Aktion Eine Stadt. Ein Buch. als Gratisbuch in Wien verteilt: 100.000 Exemplare wurden in Buchhandlungen, Bibliotheken und öffentlichen Einrichtungen ausgelegt; bei der Präsentation war auch der Autor anwesend.

## Verfilmung
Im Dezember 2024 wurde bekannt, dass die Film- und Medienstiftung NRW eine Vorbereitungsförderung für eine Verfilmung des Romans bewilligt hat. Unter der Regie von Ari Folman soll die Romanhandlung ins Kino gebracht werden. Für die Kölner bildundtonfabrik (btf) ist das Projekt die erste gemeinsame Produktion mit dem US-amerikanischen Unternehmen Anonymous Content.